# دیوید نوتکین
دیوید نوتکین (به انگلیسی: David Notkin) (زاده ۱ ژانویه ۱۹۵۵ – درگذشت ۲۲ آوریل ۲۰۱۳) مهندس نرم‌افزار و استاد علوم رایانه آمریکایی بود.
نوتکین در سال ۱۹۵۵ در سیراکیوز، نیویورک به دنیا آمد و مدرک تحصیلی خود را در سال ۱۹۷۷ از دانشگاه براون اخذ کرد، سپس در سال ۱۹۸۴ مدرک دکتری خود را از دانشگاه کارنگی ملون دریافت کرد. دیوید سپس به سیاتل نقل مکان و به عنوان یک هیئت علمی به دانشگاه واشینگتن پیوست. علاقه او به مهندسی نرم‌افزار، با تمرکز ویژه بر تکامل نرم‌افزار بود.